# Hilda Vivar
Hilda Vivar (Córdoba, Argentina; 22 de noviembre de 1916- Buenos Aires, Argentina; ) fue una cantante de folclore, autora, compositora y actriz argentina. Fue una cultora de la música criolla popular en las décadas de 1940, 1950 y 1960.

## Carrera
Nacida en Córdoba un 22 de noviembre, día en el que se celebra el día de la música y de Santa Cecilia, sus padres le pusieron como segundo nombre el de esa santa. Hilda desde muy pequeña se sintió atraída por el canto y su madre le regaló una guitarra, la cual la acompañó en sus cantos en su hugar. Un día es escuchada por un representante de artistas apodado "Piolita" en 1939, quien la hace debutar a los 12 años en una confitería de Alta Gracia, con el tango Mano a mano. Se presentó en el festival del Colegio Santa Infancia.
Desde 1942 se instala en Buenos Aires donde comenzó a actuar en importantes Radio Splendid, Radio del Pueblo, Radio Belgrano y Radio El Mundo (estas dos últimas acompañado por Pedro Belisario Pérez). En 1957 trabaja en audición La Bienvenida, que dirigió Francisco Gaspari. Además con su Conjunto Celeste y Blanco realizó decenas de giras y participó en Peñas de las Asociaciones Tradicionalistas, y la realizada en febrero de 1962  llamado El Primer Festival de la Canción Folklorica de Democracia donde también estuvieron figuras populares de dicho género como Horacio Guarany y Los Cantores de Quilla Huasi.
Entre los temas que popularizó se encuentran Mamá vieja, el chamamé Deci que sí, Cielito del porteño, Juntito al fogón (junto a los Hermanos Ábalos) y Frontera norte. Como compositora figura la milonga El potrillo (1949) con música de Domingo Moranese.
También hizo varias presentaciones para televisión en varios programas culturales y musicales. Mientras que en teatro se lució en una versión del Martín Fierro estrenada en 1947 en el Teatro Presidente Alvear, junto con Pedro Pompillo, Carlos Bianquet, Antonio Capuano, María Esther Paonessa, Miguel Coiro, Pedro Tocci, Francisco Rullán y Pascual Carcavallo.
En cine tuvo uno única intervención en 1950 con la película El diablo de las vidalas filmada en la provincia de Tucumán, con dirección de Belisario García Villar, protagonizado por Francisco de Paula y Amanda Varela.

## Vida privada
Casada por muchos años con un hombre ajeno al ambiente artístico tuvo una hija llamada Graciela nacida en 1951.

## Temas interpretados y compuestos
- Mano a mano
- Mama vieja
- Decí que sí
- La vidala del Culampajá con música y letra de Manuel Acosta Villafañe
- A mi abuela
- Cantores santiagueños
- Del recuerdo
- El potrillo
- Fiesta nativa
- Frontera norte
- Gueyas de un ayer
- Guitarrero
- La ruperta
- María Fenomenal
- Mi Graciela
- Muy pobrecito
- Nuestro encuentro
- Recuerdos de Catamarca
- Se soñar
- Soy el chamamé
- Un amigo no es cualquiera
- Ven al prado
- Juntitos al fogón
- El chupino (gato)